# Camponotus nitidus
Camponotus nitidus é uma espécie de inseto do gênero Camponotus, pertencente à família Formicidae.